# Lienella rufatoria
Lienella rufatoria är en stekelart som först beskrevs av André Seyrig 1952.  Lienella rufatoria ingår i släktet Lienella och familjen brokparasitsteklar. Inga underarter finns listade i Catalogue of Life.